# Knap of Howar

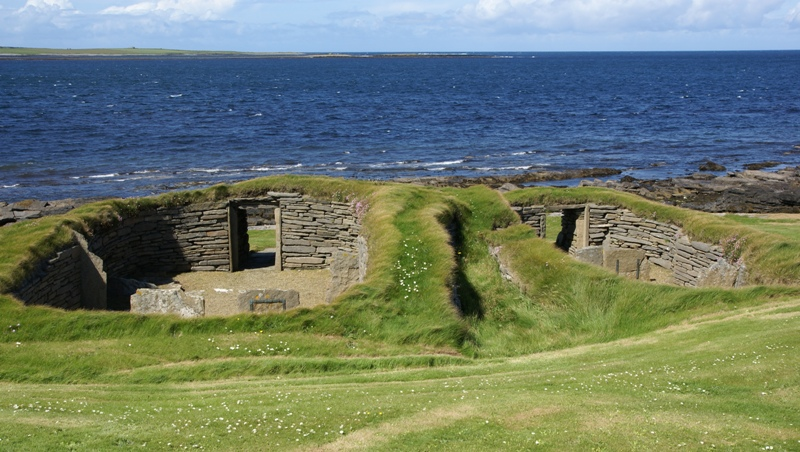
Vista de les dues edificacions.

El Knap de Howar, en anglès Knap of Howar o Knap o' Howar, és una granja neolítica a l'illa de Papa Westray, de l'arxipèlag de les illes Òrcades, a Escòcia. Pot ser la casa de pedra més antiga conservada al nord-oest d'Europa. La datació per radiocarboni mostra que va ser ocupat des del 3700 aC al 2800 aC, temps abans que construccions similars de l'assentament de Skara Brae, a la Mainland, també de les Òrcades.

## Assentament

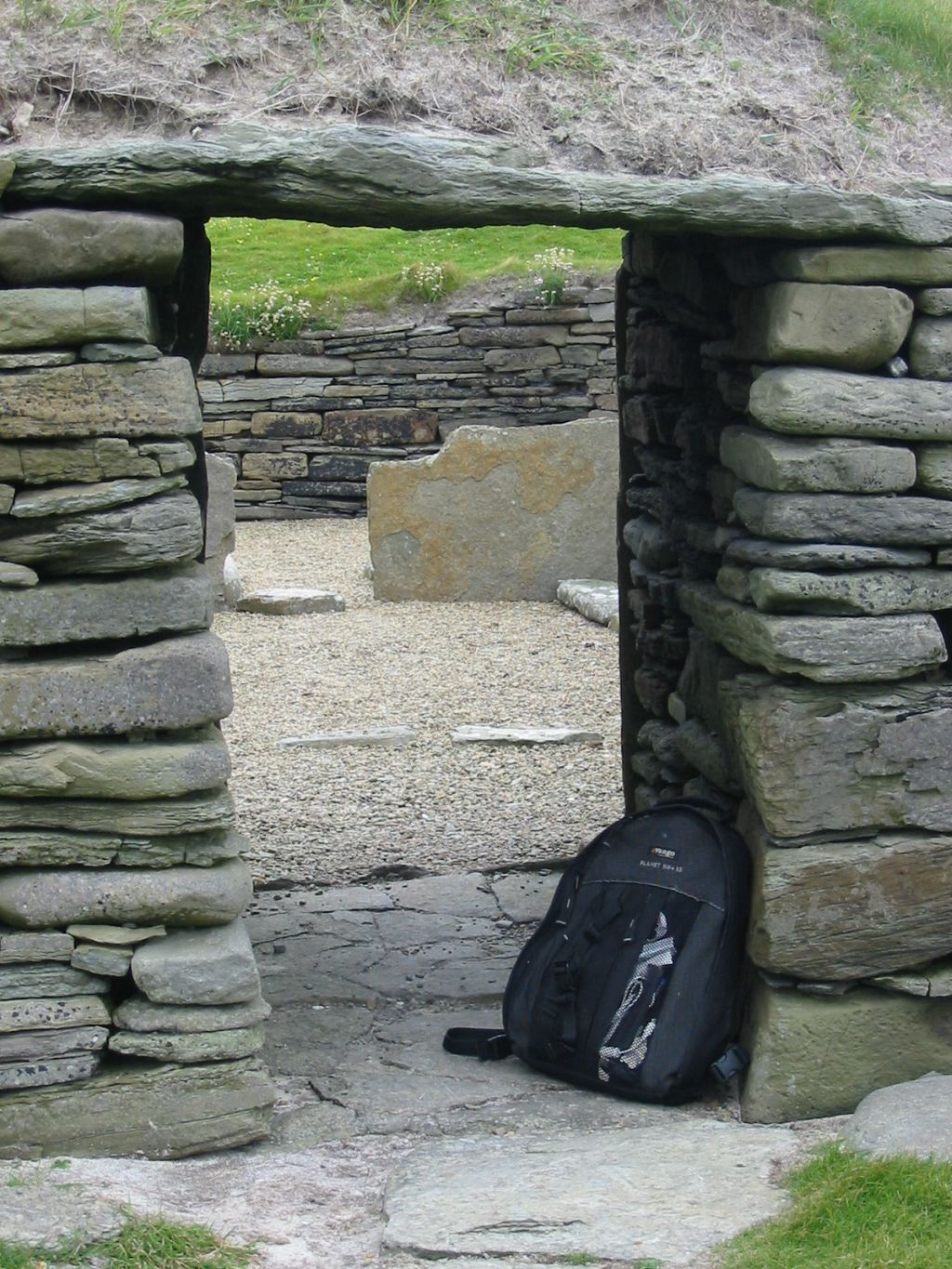
Mirant cap l'interior de la casa, a través de la baixa porta d'entrada de la casa principal. La motxilla dona una idea de l'escala.

La granja consta de dos edificis rectangulars arrodonits adjacents de parets gruixudes amb portes molt baixes enfront del mar. L'estructura gran i més antiga està unida per un pas baix amb l'altre edifici, que ha estat interpretat com un taller o una segona casa. Van ser construïts sobre un anterior abocador, i van ser envoltats per material de deixalla que els ha protegit. No hi ha finestres, per la qual cosa les estructures van ser, suposadament, il·luminades pel foc, amb un forat en el sostre per deixar sortir el fum. A pesar que ara se situen prop de la riba i la casa principal treu el cap sobre el mar, haurien romàs inicialment cap a l'interior, sent això l'efecte del canvi del nivell del mar. La riba posa al descobert pedra local que es divideix en planxes primes, donant una font de material de construcció per als murs de paret seca.
Les parets segueixen en peus i posseeixen un ràfec a una altura d'1,6 metres, i el mobiliari és de pedra, romanent gairebé intacte, donant una impressió viva de la vida a la casa. Xemeneies, murs divisoris, llits i prestatges d'emmagatzematge estan en perfecte estat, i no es van trobar forats per a pals que indiquessin una estructura del sostre.
L'evidència dels abocadors mostra que els habitants es dedicaven a la cria de bestiar, ovelles i porcs, cultiu d'ordi i blat, a la marisqueria, i a la pesca, d'espècies que han de ser capturades usant vaixells i caça.
Les troballes de ceràmica Unstan de fines manufactura i decoració enllaça als habitants amb les tombes de tipus cairn de càmera properes i a llocs més llunyans, incloent Balbridie i Eilean Domhnuill. El nom «Howar» es creu que deriva de la paraula del nòrdic antic haugr, el significat del qual és ‘monticles' o ‘túmuls', per tant el significat seria ‘lloma dels monticles'.
El lloc està a cura de la institució Historic Scotland.